# Jenny Jugo
Pour les articles homonymes, voir Jugo.
Jenny Jugo (née à Mürzzuschlag le 14 juin 1904, décédée à Königsdorf le 30 septembre 2001) est une actrice autrichienne.

## Biographie
Jenny Jugo naît Eugénie Walter le 14 juin 1904, fille d'un propriétaire d'usine. Après avoir fait ses études dans un couvent, elle épouse l'acteur Emo Jugo et l'accompagne à Berlin. Bien que le mariage ait été de courte durée, elle a continué à utiliser son nom de famille tout au long de sa carrière.
Jugo signe le contrat avec le studio allemand UFA en 1924, à l'ère du cinéma muet, et continue après le développement du cinéma parlant. Beaucoup de ses films durant cette période ont été réalisés par Erich Engel.
Sa carrière continue pendant l'ère nazie jusqu'en 1943.
Elle fut en couple avec le producteur Eberhard Klagemann qui supervisa ses trois dernières productions d'après-guerre.
En 1950, elle épouse l'acteur Friedrich Benfer et prend sa retraite à l'âge de quarante-six ans.
En 1971, elle reçoit un prix pour l'ensemble de sa carrière pour sa contribution exceptionnelle au cinéma allemand.

## Filmographie partielle
- 1925 : La Tour du silence (Der Turm des Schweigens) de Johannes Guter
- 1925 : Le Rapide de l'amour (Blitzzug der Liebe) de Johannes Guter
- 1925 : L'Éternelle nuit (Friesenblut) de Fred Sauer
- 1925 : L'Amour aveugle (Liebe macht blind) de Lothar Mendes
- 1927 : La Culotte ou Hypocrisie (Die Hose) de Hans Behrendt
- 1927 : Casanova d'Alexandre Volkoff
- 1927 : Pique Dame d'Alexandre Razoumny
- 1928 : La Souris bleue (Die blaue Maus) de Johannes Guter
- 1928 : Die Todesschleife d'Arthur Robison
- 1929 : La Fuite devant l'amour (Die Flucht vor der Liebe) de Hans Behrendt
- 1932 : Fünf von der Jazzband d'Erich Engel
- 1934 : Le Cœur est maître (Herz ist Trumpf) de Carl Boese
- 1936 : Sa Majesté se marie d'Erich Engel : Victoria
- 1936 : Allotria de Willi Forst
- 1950 : Enfants de roi (Königskinder) de Helmut Käutner